# 341 f.Kr.

## Händelser

### Efter plats

#### Makedonien
- Filip II av Makedonien genomför annekteringen av Thrakien, vilket av Aten betraktas som ytterligare ett hot mot stadens säkerhet.

#### Grekland
- Demosthenes publicerar sin tredje filippika, i vilken han kräver fast handling mot Filip II. Demosthenes dominerar nu den atenska politiken och kan allvarligt försvaga den promakedoniska fraktionen, ledd av Aischines. Tack vare detta får Demosthenes kontrollen över den atenska flottan.
- En stor allians formas av Demosthenes mot Filip II, vilken inkluderar Byzantion och före detta fiender till Aten, såsom Thebe. Denna utveckling oroar Filip och ökar hans ilska mot Demosthenes. Den atenska församlingen ignorerar dock Filips ovilja mot Demosthenes uppförande och säger upp Filokratesfreden, som har undertecknats av båda sidor fem år tidigare, en handling som är likvärdig med en officiell krigsförklaring från Aten mot Makedonien.

#### Romerska republiken
- Det första samnitiska kriget tar slut, varvid romarna triumferar över samniterna, som är villiga att sluta fred. Kriget avslutas med ett hastigt tillkommet fredsavtal, vilket beror på att Roms latinska allierade gör uppror, eftersom de ogillar att vara beroende av den dominerande staden. Trots att avtalet är kortfattat resulterar det första samnitiska kriget i att Rom annekterar det rika Campania med dess huvudstad Capua.

## Födda
- Epikuros, grekisk filosof (född på Samos; död 271 f.Kr.)